# Fakarava (Gemeinde)
Fakarava ist eine Gemeinde im Tuamotu-Archipel in Französisch-Polynesien.
Die Gemeinde besteht aus 7 Atollen, darunter dem gleichnamigen Atoll Fakarava. Sie ist in 3 „communes associées“ (Teilgemeinden) untergliedert. Der Hauptort der Gemeinde ist Rotoava auf Fakarava. Der Code INSEE der Gemeinde ist 98716.
Seit 1977 hat das Atoll Taiaro, seit 2006 die ganze Gemeinde den Status eines UNESCO-Biosphärenreservates.

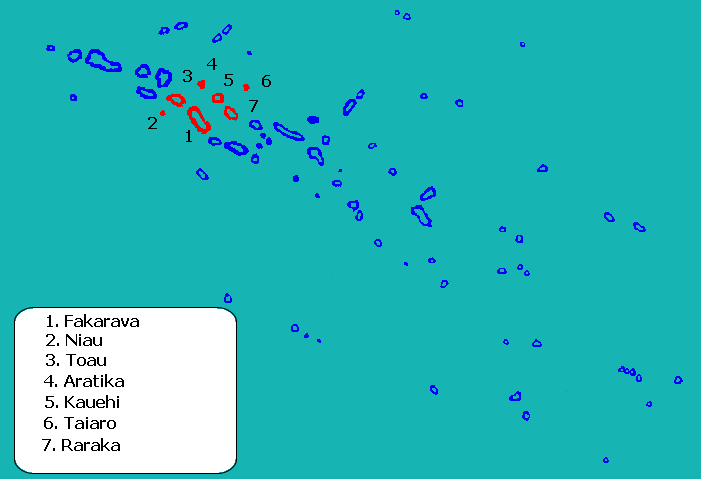
Position der Gemeinde Fakarava

| Atoll oder Insel  | „Commune associée“ (Teilgemeinde) | Hauptort  | Einwohner 2012 | Landfläche (km2) | Lagune (km2) | Post- leitzahl | Koordinaten           |
| ----------------- | --------------------------------- | --------- | -------------- | ---------------- | ------------ | -------------- | --------------------- |
| Fakarava          | Fakarava                          | Rotoava   | 806            | 16               | 1153         | 98763          | 16° 18′ S, 145° 36′ W |
| Aratika           | Kauehi                            | Paparara  | 160            | 8,3              | 145          | 98790          | 15° 32′ S, 145° 32′ W |
| Kauehi            | Kauehi                            | Tearavero | 257            | 15               | 320          | 98790          | 15° 53′ S, 145° 9′ W  |
| Niau              | Niau                              | Tupuna    | 226            | 20               | 33           | 98790          | 16° 9′ S, 146° 22′ W  |
| Raraka            | Kauehi                            | Motutapu  | 110            | 7,2              | 342          | 98790          | 16° 10′ S, 144° 54′ W |
| Taiaro            | Kauehi                            | Paganie   | 4              | 6                | 12           | 98790          | 15° 45′ S, 144° 38′ W |
| Toau              | Kauehi                            | Maragai   | 18             | 12               | 561          | 98790          | 15° 54′ S, 146° 2′ W  |
| Gemeinde Fakarava |                                   | Rotoava   | 1581           | 100,5            | 2560         |                |                       |